# Julija Krewsun

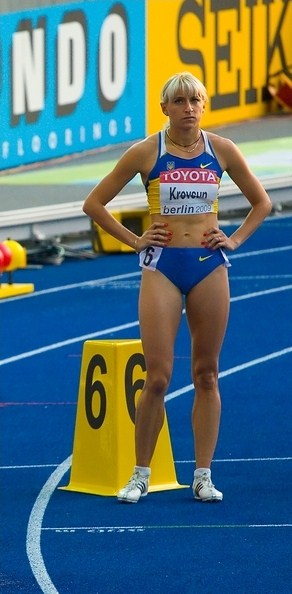
Julija Krewsun bei den Weltmeisterschaften 2009 in Berlin

Julija Jurijiwna Krewsun (ukrainisch Юлія Юріївна Кревсун, engl. Transkription Yuliya Krevsun, geb. Гуртовенко – Hurtowenko – Hurtovenko; * 8. Dezember 1980 in Winnyzja) ist eine ehemalige ukrainische Mittelstreckenläuferin, die sich auf die 800-Meter-Distanz spezialisiert hat.
Bei den U23-Europameisterschaften 2001 wurde sie Fünfte. 2002 schied sie bei den Leichtathletik-Europameisterschaften in München ebenso im Vorlauf aus wie bei den Leichtathletik-Weltmeisterschaften 2003 in Paris/Saint-Denis.
Im Juni 2007 wurde beim Leichtathletik-Europacup in München Zweite hinter der Belarussin Swjatlana Ussowitsch. Im Juli desselben Jahres lief sie beim erneuten Gewinn der Ukrainischen Meisterschaften in Donezk die 800 m erstmals unter zwei Minuten. Am 14. August 2007 gewann sie bei der Sommer-Universiade in Bangkok die Goldmedaille in persönlicher Bestzeit von 1:57,63 h und stellte damit eine Jahresweltbestleistung auf. Daher kam ihr Aus bei den Weltmeisterschaften in Osaka als Fünfte ihres Vorlaufs überraschend. Nachdem sie im Semifinale ihre persönliche Bestzeit nochmals auf 1:57,32 h gesteigert hatte, belegte sie im 800-Meter-Finale der Olympischen Spiele 2008 in Peking den siebten Platz.
2009 siegte sie bei der Leichtathletik-Team-Europameisterschaft in Leiria und wurde Vierte bei den Weltmeisterschaften in Berlin. Bei den Europameisterschaften 2010 in Barcelona kam sie nicht über die erste Runde hinaus, und bei den Weltmeisterschaften 2011 in Daegu erreichte sie das Halbfinale.

## Persönliche Bestleistungen
- 400 m: 52,45 s, 3. August 2007, Kiew
- 800 m: 1:57,32 min, 16. August 2008, Peking
  - Halle: 2:00,36 min, 20. Februar 2010, Birmingham
- 1000 m: 2:41,65 min, 3. Juni 2006, Istanbul
  - Halle: 2:39,53 min, 6. Februar 2011, Moskau
- 1500 m (Halle): 4:13,43 min, 4. Februar 2007, Gent